# Беррівіль (Арканзас)
Беррівіль (англ. Berryville) — місто (англ. city) в США, в окрузі Керролл штату Арканзас. Населення — 5682 особи (2020).
Поряд з Юрика-Спрінгс Беррівіль є одним з двох адміністративних центрів округу Керролл.
Місто було засноване 1850 року і отримало назву на честь його засновника Блекберна Хендерсона Беррі, чий племінник Джеймса Беррі 1883 року став 14-м губернатором штату Арканзас.

## Географія
Беррівіль розташований на висоті 379 метрів над рівнем моря за координатами 36°22′17″ пн. ш. 93°34′14″ зх. д. / 36.37139° пн. ш. 93.57056° зх. д. (36.371374, -93.570473).  За даними Бюро перепису населення США в 2010 році місто мало площу 15,79 км², уся площа — суходіл.

## Демографія
Згідно з переписом 2010 року, у місті мешкало 5356 осіб у 1963 домогосподарствах у складі 1309 родин. Густота населення становила 339 осіб/км².  Було 2155 помешкань (136/км²). 
Расовий склад населення:
| - 81,7 % — білих - 0,9 % — азіатів - 0,8 % — корінних американців - 0,5 % — чорних або афроамериканців - 0,4 % — вихідців з тихоокеанських островів - 13,2 % — осіб інших рас |

До двох чи більше рас належало 2,6 %. Іспаномовні складали 24,7 % від усіх жителів.
За віковим діапазоном населення розподілялося таким чином: 29,0 % — особи молодші 18 років, 56,4 % — особи у віці 18—64 років, 14,6 % — особи у віці 65 років та старші. Медіана віку мешканця становила 33,5 року. На 100 осіб жіночої статі у місті припадало 90,3 чоловіків;  на 100 жінок у віці від 18 років та старших — 86,0 чоловіків також старших 18 років.
Середній дохід на одне домашнє господарство  становив 42 200 доларів США (медіана — 35 327), а середній дохід на одну сім'ю — 48 282 долари (медіана — 41 833). Медіана доходів становила 23 635 доларів для чоловіків та 23 745 доларів для жінок. За межею бідності перебувало 26,4 % осіб, у тому числі 36,0 % дітей у віці до 18 років та 28,9 % осіб у віці 65 років та старших.
Цивільне працевлаштоване населення становило 2105 осіб. Основні галузі зайнятості: виробництво — 40,5 %, освіта, охорона здоров'я та соціальна допомога — 15,9 %, фінанси, страхування та нерухомість — 6,9 %, мистецтво, розваги та відпочинок — 6,9 %.
За даними перепису населення 2000 року в місті проживало 4433 особи, 1113 сімей, налічувалося 1710 домашніх господарств і 1881 житловий будинок. Середня густота населення становила близько 386 осіб на один квадратний кілометр. Расовий склад за даними перепису розподілився таким чином: 90,80% білих, 0,05% — чорних або афроамериканців, 0,70% — корінних американців, 0,47% — азіатів, 1,31% — представників змішаних рас, 6,68% — інших народностей. Іспаномовні склали від усіх жителів міста.
З 1710 домашніх господарств в 32,5% — виховували дітей віком до 18 років, 49,4% представляли собою подружні пари, які спільно проживають, в 11,5% сімей жінки проживали без чоловіків, 34,9% не мали сімей. 30,3% від загального числа сімей на момент перепису жили самостійно, при цьому 16,4% склали самотні літні люди у віці 65 років та старше. Середній розмір домашнього господарства склав 2,52 особи, а середній розмір родини — 3,14 особи.
Населення міста за віковим діапазоном за даними перепису 2000 року розподілилося таким чином: 25,9% — жителі молодше 18 років, 10,1% — між 18 і 24 роками, 27,3% — від 25 до 44 років, 19,1% — від 45 до 64 років і 17,7% — у віці 65 років та старше. Середній вік мешканця склав 35 років. На кожні 100 жінок припадало 94,3 чоловіків, у віці від 18 років та старше — 89,9 чоловіків також старше 18 років.
Середній дохід на одне домашнє господарство в місті склав 26 408 доларів США, а середній дохід на одну сім'ю — 32 468 доларів. При цьому чоловіки мали середній дохід в 20 430 доларів США на рік проти 17 722 долара середньорічного доходу у жінок. Дохід на душу населення в місті склав 12 873 долари на рік. 15,8% від усього числа сімей в окрузі і 21,1% від усієї чисельності населення перебувало на момент перепису населення за межею бідності, при цьому 34,2% з них були молодші 18 років і 16,8% — у віці 65 років та старше.